# Waldo Silva
Waldo Silva Algüe (Santiago, 1820 - ibídem, 10 de noviembre de 1892) fue un senador chileno. Durante la Guerra Civil de 1891, fue vicepresidente de la Junta de Iquique de 1891.

## Biografía
Hijo de Manuel Gómez de Silva y Rosa Algüe, quedando huérfano a temprana edad Realizó sus estudios en Instituto Nacional, donde también realizó el Curso de Leyes. El 12 de diciembre de 1840 se graduó de bachiller de Leyes por la Universidad de San Felipe. Trabajó como inspector y como profesor del Instituto Nacional en 1839, siendo también fue miembro de la Dirección. El 29 de diciembre de 1840 ingresó a la Academia de Leyes y Práctica Forense desde donde egresó el 31 de marzo de 1843. Juró como abogado el 4 de abril de 1843. 
Se casó en Santiago el 30 de julio de 1850 con Irene Palma Guzmán con quien tuvo cinco hijos.
Fue ministro de Justicia, Culto e Instrucción Pública el 29 de octubre de 1856. En este periodo fundó la biblioteca del Instituto Nacional , varios liceos y bibliotecas populares. En 1860 se le designó miembro de la Facultad de Leyes de la Universidad de Chile.
Elegido diputado suplente por Petorca (1846-1849); en propiedad por Curicó (1852-1855 y 1879-1882); por Chillán (1855-1858) por Coelemu (1858-1861) y por Petorca (1861-1864). Presidente de la Cámara de Diputados (6 de junio de 1861) y vicepresidente (31 de octubre de 1863). Fue senador suplente por Biobío (1882-1888); senador por Atacama (1888-1894), vicepresidente del senado (4 de julio de 1890), presidente provisorio del senado (4 de julio de 1891); y presidente  del senado (10 de noviembre de 1891).

En 1891 tuvo una activa participación suscribiendo los documentos previos del levantamiento contra el presidente José Manuel Balmaceda. Como presidente del Senado y en representación del Congreso Nacional, amparó la insurrección de la Escuadra en contra del Presidente Balmaceda. Al término de la guerra civil formó parte de la Junta de Gobierno, junto a Ramón Barros Luco y Jorge Montt Álvarez. A pesar de ser uno de los impulsores del régimen parlamentario no alcanzó a ver los frutos de su gestión, ya que falleció en Santiago al poco tiempo de la elección de Jorge Montt, el 10 de noviembre de 1892.